# Lembocarpus
Lembocarpus es un género monotípico de plantas herbáceas  perteneciente a la familia Gesneriaceae. Su única especie: Lembocarpus amoenus Leeuwenb., es originaria del norte de Sudamérica donde se distribuye por Guayana Francesa y Surinam.

## Descripción
Son  plantas herbáceas, perennes, de hábitos terrestres,  con un pequeño tubérculo anual , peludo y subterráneo , del cual (por temporada) solo emerge una hoja. Inflorescencia separada, reducida a una sola flor. Sépalos libres. Corola tubular a campanulado en términos generales , extremidad ligeramente oblicua,  azul pálido o blanco con las extremidades de color lila o morado. El fruto es una cápsula bivalva dehiscentes.

## Distribución y hábitat
Se distribuyen por  Surinam y Guayana Francesa donde se encuentra  en los bosques tropicales de montaña, donde crecen en afloramientos graníticos

## Etimología
El nombre del  género deriva de las palabras griegas λέμβος ,  lembos = barco , y κασπος ,  karpos = fruta , en alusión a la fruta en forma de barco .